# Cộng hòa Xã hội chủ nghĩa Serbia
Cộng hòa Xã hội chủ nghĩa Serbia (tiếng Serbia: Социјалистичка Република Србија, đã Latinh hoá: Socijalistička Republika Srbija) là một trong sáu nước cộng hòa thuộc Liên bang Nam Tư, tồn tại giai đoạn 1945-1992 tương ứng lãnh thổ Serbia và Kosovo ngày nay.

## Lịch sử

Serbia bên trong Liên bang Cộng hoà Xã hội chủ nghĩa Nam Tư. Được thể hiện phân chia thành Trung Serbia, Vojvodina, và Kosovo.

Sau khi Đệ nhị thế chiến kết thúc, luật tuyển cử được thông qua, dự định tiến hành vào tháng 11 năm 1945. Theo luật này, quyền bầu cử được trao cho mọi công dân Nam Tư trên 18 tuổi, cũng như mọi thành viên của Mặt trận Nhân dân và các đơn vị du kích không quan tâm tới độ tuổi của họ. Quyền bầu cử không được trao cho các lực lượng trung thành cũ, các đảng ủng hộ độc lập tại Serbia và Croatia, (cho rằng là) những kẻ cộng tác và người Đức và người Ý. Các đảng đối lập được khuyến khích giải tán và gia nhập danh sách của Mặt trận Nhân dân. Sự kiểm duyệt chặt chẽ được tăng cường, và mọi thành viên của Ủy ban Bầu cử đều thuộc Mặt trận Nhân dân. Mọi đảng đối lập đã thông báo sự lạm dụng của Ozna, lực lượng cảnh sát mật. Đa số các đảng giải tán và bị sáp nhập vào trong một danh sách mặt trận Nhân dân duy nhất, bởi họ bị cấm tự tham gia vào cuộc bầu cử, các thành phần đối lập còn lại tẩy chay cuộc bầu cử. Danh sách duy nhất, như một ứng cử viên duy nhất tham gia vào cuộc bầu cử, giành thắng lợi lớn. Tới năm 1947, Mặt trận Nhân dân "đã sạch bóng" các cá nhân lãnh đạo cũ, và mọi đảng đối lập bên ngoài danh sách đã bị xoá bỏ. Cùng lúc đó, lãnh đạo tối cao chính thức chấp nhận chương trình của Đảng Cộng sản như của riêng nó.
Trên cơ sở của cuộc bầu cử, Quốc hội lập hiến được thành lập bởi Đảng Cộng sản Nam Tư tuyên bố xoá bỏ chế độ quân chủ do người Serb lãnh đạo tại Nam Tư – và gia đình hoàng gia bị cấm quay trở lại đất nước. Một chế độ cộng sản được thiết lập dưới sự lãnh đạo độc tài của lãnh đạo Đảng Cộng sản Nam Tư Joseph Broz Tito. Tito, là người Croat- Slovene đã đích thân tìm kiếm sự thống nhất giữa các sắc tộc sau cuộc chia rẽ đất nước trong bạo lực ở Thế Chiến II qua một chính sách được gọi là Anh em và Thống nhất khuyến khích việc hợp tác giữa các sắc tộc và ủng hộ một tính chất Nam Tư thống nhất thay cho các tính chất sắc tộc và tôn giáo trước đang có, ngăn chặn những kẻ quốc gia của bất kỳ nước cộng hoà nào, và buộc những sắc tộc khác nhau phải cùng làm việc để giải quyết những sự khác biệt. Điều này đã gây nhiều tranh cãi tại Seriba trong những năm cuối thời kỳ cầm quyền của Tito. Serbia là một trong sáu đơn vị nhà nước của liên bang, Liên bang Cộng hoà Xã hội chủ nghĩa Nam Tư (Socijalistička Federativna Republika Jugoslavija, hay SFRJ). Với thời gian tầm ảnh hưởng của Serbia giảm đi khi những cuộc cải cách do các nước cộng hoà khác yêu cầu nhằm giảm tập trung quyền lực trao cho họ tiếng nói tương đương trong hệ thống tập trung hoá. Điều này bắt đầu với việc thành lập các tỉnh tự trị Kosovo và Vojvodina vốn ban đầu chỉ có ít quyền lực. Tuy nhiên, các cuộc cải cách năm 1974 đã dẫn đến những thay đổi lớn, khiến các tỉnh tự trị có quyền gần tương đương với các nước cộng hoà, theo đó nghị viện Serbia không giữ quyền kiểm soát với các công việc chính trị của hai tỉnh, và về kỹ thuật chỉ giữ quyền lực với Trung Serbia. Nhiều người Serb, gồm cả những người trong Đảng Cộng sản Nam Tư, bực tức với những quyền lực được trao cho các tỉnh tự trị. Cùng lúc đó, một số người Albani tại Kosovo trong thập niên 1980 bắt đầu yêu cầu trao cho Kosovo quyền trở thành một nhà nước cộng hoà bên trong Nam Tư, vì thế trao cho họ quyền ly khai, một quyền mà các tỉnh tự trị không có. Những căng thẳng sắc tộc giữa người Serb và người Albani tại Kosovo cuối cùng có tầm ảnh hưởng lớn dẫn tới sự sụp đổ của Liên bang Cộng hòa Xã hội chủ nghĩa Nam Tư.
Slobodan Milošević lên nắm quyền tại Serbia năm 1989 trong Liên đoàn Cộng sản Serbia thông qua một loạt hành động táo bạo chống lại các thành viên trong chính phủ cầm quyền. Milošević hứa giảm bớt quyền lực của những tỉnh tự trị Kosovo và Vojvodina. Điều này làm phát sinh căng thẳng với giới lãnh đạo cộng sản của các nước cộng hoà khác cuối cùng dẫn tới sự ly khai của Slovenia, Croatia, Bosna và Hercegovina và Cộng hoà Macedonia khỏi Nam Tư.
Chế độ dân chủ đa đảng xuất hiện tại Serbia năm 1990, chính thức loại bỏ chế độ cầm quyền đơn đảng cộng sản cũ. Những lời chỉ trích chính phủ Milošević cho rằng chính phủ Serbia tiếp tục độc đoán dù đã có những thay đổi hiến pháp và Milošević duy trì một ảnh hưởng cá nhân mạnh trong truyền thông nhà nước Serbia. Milošević ra lệnh tạm thời cấm truyền thông với những đài phát độc lập đưa tin về những cuộc phản đối chống chính phủ của ông và hạn chế tự do ngôn luận thông qua việc cải cách Luật hình sự Serbia với đe doạ tuyên án tội hình sự với bất kỳ ai "chế giễu" chính phủ và các lãnh đạo của nó, khiến nhiều người chống đối Milošević và chính phủ của ông bị bắt giữ.
Giai đoạn hỗn loạn chính trị và xung đột đánh dấu sự gia tăng căng thẳng sắc tộc và giữa người Serb và các sắc tộc khác của Nam Tư cũ khi những yêu cầu lãnh thổ của các nhóm sắc tộc khác nhau thường xung đột lẫn nhau Những người Serb vốn từng chỉ trích không khí quốc gia, chính phủ Serbia, hay các thực thể chính trị của người Serb ở Bosnia và Croatia được thông báo là đã bị quấy rầy, đe doạ, hay bị giết hại bởi những người Serb theo chủ nghĩa quốc gia. Người Serb tại Serbia sợ rằng các chính phủ quốc gia và ly khai của Croatia lãnh đạo bởi những người có cảm tình với Ustase sẽ đàn áp người Serb đang sống tại Croatia. Quan điểm này về chính phủ Croatia được Milošević ủng hộ, ông cũng buộc tội các chính phủ ly khai của Bosna và Hercegovina đang dưới sự lãnh đạo của những người Hồi giáo chính thống. Chính phủ Croatia và Bosnia về phần mình buộc tội chính phủ Serbia đang tìm cách tạo ra một nhà nước Đại Serbia. Những quan điểm này dẫn tới tình trạng gia tăng tính bài ngoại giữa các dân tộc trong các cuộc chiến tranh.
Năm 1992, các chính phủ Serbia và Montenegro đồng ý thành lập một liên bang Nam Tư mới gọi là Cộng hòa Liên bang Nam Tư xoá bỏ phương hướng cộng sản chính thức của nhà nước Liên bang Cộng hoà Xã hội chủ nghĩa Nam Tư cũ, và thay vào đó bằng chế độ dân chủ.

## Chính trị

### Chủ tịch ASNOS (1944–1945)
- Siniša Stanković (ngày 12 tháng 11 năm 1944 – ngày 7 tháng 4 năm 1945)

### Tổng thống
- - Siniša Stanković (ngày 7 tháng 4 năm 1945 – March 1953)
- Presidents of the National Assembly (1953–1974)
  - Petar Stambolić (December 1953 – April 1957)
  - Jovan Veselinov (April 1957 – ngày 26 tháng 6 năm 1963)
  - Dušan Petrović (ngày 26 tháng 6 năm 1963 – ngày 6 tháng 5 năm 1967)
  - Miloš Minić (ngày 6 tháng 5 năm 1967 – ngày 6 tháng 5 năm 1969)
  - Dragoslav Marković (ngày 6 tháng 5 năm 1969 – ngày 19 tháng 4 năm 1974)
  - Živan Vasiljević (19 April – ngày 6 tháng 5 năm 1974)
- Presidents of the Presidency (1974–1990)
  - Dragoslav Marković (ngày 6 tháng 5 năm 1974 – ngày 5 tháng 5 năm 1978)
  - Dobrivoje Vidić (ngày 5 tháng 5 năm 1978 – ngày 5 tháng 5 năm 1982)
  - Nikola Ljubičić (ngày 5 tháng 5 năm 1982 – ngày 5 tháng 5 năm 1984)
  - Dušan Čkrebić (ngày 5 tháng 5 năm 1984 – ngày 5 tháng 5 năm 1986)
  - Ivan Stambolić (ngày 5 tháng 5 năm 1986 – ngày 14 tháng 12 năm 1987)
  - Petar Gračanin (ngày 14 tháng 12 năm 1987 – ngày 20 tháng 3 năm 1989)
  - Ljubiša Igić (20 March – ngày 8 tháng 5 năm 1989) (acting)
  - Slobodan Milošević (ngày 8 tháng 5 năm 1989 – ngày 28 tháng 9 năm 1990)

### Thủ tướng
- - Jaša Prodanović (ngày 7 tháng 3 năm 1945 – ngày 9 tháng 4 năm 1945)
- President of the Government
  - Blagoje Nešković (ngày 9 tháng 4 năm 1945 – ngày 5 tháng 9 năm 1948)
  - Petar Stambolić (ngày 5 tháng 9 năm 1948 – ngày 5 tháng 2 năm 1953)
- President of the Executive Council
  - Petar Stambolić (ngày 5 tháng 2 năm 1953 – ngày 16 tháng 12 năm 1953)
  - Jovan Veselinov (ngày 16 tháng 12 năm 1953 – ngày 6 tháng 4 năm 1957)
  - Miloš Minić (ngày 6 tháng 4 năm 1957 – ngày 9 tháng 6 năm 1962)
  - Slobodan Penezić Krcun (ngày 9 tháng 6 năm 1962 – ngày 6 tháng 11 năm 1964)
  - Stevan Doronjski (Acting; ngày 6 tháng 11 năm 1964 – ngày 17 tháng 11 năm 1964)
  - Dragi Stamenković (ngày 17 tháng 11 năm 1964 – ngày 6 tháng 6 năm 1967)
  - Đurica Jojkić (ngày 6 tháng 6 năm 1967 – ngày 7 tháng 5 năm 1969)
  - Milenko Bojanić (ngày 7 tháng 5 năm 1969 – ngày 6 tháng 5 năm 1974)
  - Dušan Čkrebić (ngày 6 tháng 5 năm 1974 – ngày 6 tháng 5 năm 1978)
  - Ivan Stambolić (ngày 6 tháng 5 năm 1978 – ngày 5 tháng 5 năm 1982)
  - Branislav Ikonić (ngày 5 tháng 5 năm 1982 – ngày 6 tháng 5 năm 1986)
  - Desimir Jevtić (ngày 6 tháng 5 năm 1986 – ngày 5 tháng 12 năm 1989)
  - Stanko Radmilović (ngày 5 tháng 12 năm 1989 – ngày 28 tháng 9 năm 1990)

### Tư liệu
- Tư liệu liên quan tới Socialist Republic of Serbia tại Wikimedia Commons